# XIX Premis Goya
La XIXa edició dels Premis Goya (oficialment en castellà: Premios Anuales de la Academia "Goya") va tenir lloc al Palau de Congressos de la ciutat de Madrid (Espanya) el 30 de gener de 2005 i fa referència a aquelles produccions realitzades el 2004.
La presentació de la gala va anar a càrrec dels actors Maribel Verdú i Antonio Resines, així com de la cantant Montserrat Caballé.
La gran triomfadora de la nit fou Mar adentro d'Alejandro Amenábar, que aconseguí guanyar 14 de les 15 estatuetes a les quals optava, destacant no només a millor pel·lícula, director o guió original sinó també en les 6 categories interpretatives. Les grans perjudicades de la nit foren Inconscients de Joaquim Oristrell, i La mala educación de Pedro Almodóvar i El séptimo día de Carlos Saura, que marxaren sense cap estatueta tot i optar a 5 i 4 premis respectivament.

## Nominats i guanyadors
| Millor pel·lícula | Millor director |
| --- | --- |
| - Mar adentro - La mala educación - Roma - Tiovivo c. 1950 | - Alejandro Amenabar per Mar adentro - Pedro Almodovar per La mala educación - Adolfo Aristarain per Roma - Carlos Saura per El séptimo día |
| Millor actor | Millor actriu |
| - Javier Bardem per Mar adentro - Eduard Fernández per Cosas que hacen que la vida valga la pena - Eduardo Noriega per El Lobo - Guillermo Toledo per Crimen ferpecto | - Lola Dueñas per Mar adentro - Ana Belén per Cosas que hacen que la vida valga la pena - Pilar Bardem per María querida - Penélope Cruz per Non ti muovere |
| Millor actor secundari | Millor actriu secundària |
| - Celso Bugallo per Mar adentro - Juan Diego per El séptimo día - Unax Ugalde per Héctor - Luis Varela per Crimen ferpecto | - Mabel Rivera per Mar adentro - Silvia Abascal per El Lobo - Victoria Abril per El séptimo día - Mercedes Sampietro per Inconscients |
| Millor guió original | Millor guió adaptat |
| - Alejandro Amenábar i Mateo Gil per Mar adentro - José Ángel Esteban, Carlos López i Manolo Matjí per Horas de luz - Joaquín Oristrell, Dominic Harari i Teresa de Pelegrí per Inconscients - Adolfo Aristarain, Mario Camus i Kathy Saavedra per Roma | - José Rivera per Diarios de motocicleta - Eduardo Mendoza i Jaime Chávarri per El año del diluvio - Margaret Mazzantini i Sergio Castellitto per Non ti muovere - Salvador García Ruiz per Las voces de la noche                                                      |
| Millor director novell | Millor direcció de producció |
| - Pablo Malo per Frío sol de invierno - Santi Amodeo per Astronautas - Ramón de España per Haz conmigo lo que quieras - Vicente Peñarrocha per Fuera del cuerpo | - Emiliano Otegui per Mar adentro - Juanma Pagazaurtundua per Crimen ferpecto - Miguel Torrente i Cristina Zumárraga per El Lobo - Esther García per La mala educación                                                                                                 |
| Millor actor revelació | Millor actriu revelació |
| - Tamar Novas per Mar adentro - José Luis García Pérez per Cachorro - Nilo Mur per Héctor - Jorge Roelas per Tiovivo c. 1950 | - Belén Rueda per Mar adentro - Mónica Cervera per Crimen ferpecto - Núria Gago per Héctor - Teresa Hurtado de Ory per Astronautas |
| Millor pel·lícula hispanoamericana | Millor pel·lícula europea |
| - Whisky de Juan Pablo Rebella i Pablo Stoll ( Uruguai) - El rey de José Antonio Dorado Zúñiga ( Colòmbia) - Machuca d'Andrés Wood ( Xile) - Luna de Avellaneda de Juan José Campanella ( Argentina) | - Gegen die Wand de Fatih Akin ( Alemanya) - Coneixent la Julia d'István Szabó ( Regne Unit) - Monsieur Ibrahim et les Fleurs du Coran de François Dupeyron ( França) - Girl with a Pearl Earring de Peter Webber ( Regne Unit)                                        |
| Millor fotografia | Millor muntatge |
| - Javier Aguirresarobe per Mar adentro - José Luis Alcaine per Roma - Javier Salmones per Romasanta - Raúl Pérez Cubero per Tiovivo c. 1950 | - Guillermo S. Maldonado per El Lobo - Antonio Pérez Reina per Frío sol de invierno - Iván Aledo per Incautos - José María Biurrun Marcos per Horas de luz |
| Millor direcció artística | Millor vestuari |
| - Gil Parrondo per Tiovivo c. 1950 - Antxón Gómez per La mala educación - Benjamín Fernández per Mar adentro - Rafael Palmero per El séptimo día | - Yvonne Blake per El puente de San Luis Rey - Sabine Daigeler per Inconscients - Sonia Grande per La puta y la ballena - Lourdes de Orduña per Tiovivo c. 1950 |
| Millor so | Millor música |
| - Ricardo Steinberg, Alfonso Raposo, Juan Ferro i María Steinberg per Mar adentro - Antonio Rodríguez Mármol, Patrick Ghislain i Nacho Royo-Villanova per Isi/Disi. Amor a lo bestia - Pierre Lorrain, Jaime Fernández i Polo Aledo per Incautos - Sergio Burmann, Jaime Fernández i Charly Schmukler per Crimen ferpecto | - Alejandro Amenábar per Mar adentro - Ángel Illarramendi per Héctor - Roque Baños per El maquinista - Sergio Moure per Inconscients |
| Millor maquillatge | Millors efectes especials |
| - Jo Allen, Ana López Puigcerver, Mara Collazo i Manolo García per Mar adentro - Karmele Soler per Inconscients - Susana Sánchez i Patricia Rodríguez per Seres queridos - Paca Almenara i Alicia López per Tiovivo c. 1950 | - Reyes Abades, Jesús Pascual i Ramón Lorenzo per El Lobo - Juan Ramón Molina i Félix Bergés per Crimen ferpecto - Juan Ramón Molina, Aurelio Sánchez-Herrera i Eduardo Acosta per Torapia - Juan Ramón Molina, David Martí, Montse Ribé i José Quetglas per Romasanta |
| Millor cançó | Millor curtmetratge de ficció |
| - Carlinhos Brown i Mateus per El milagro de Candeal (Zambie Mameto) - Javier Ruibal per Atún y chocolate (Atunes en el paraíso) - Bebe per Incautos (Corre) - Joaquín Sabina per Isi/Disi. Amor a lo bestia (La rubia de la cuarta fila) | - Diez Minutos d'Alberto Ruiz Rojo - Amigo no gima d'Iñaki Peñafiel - Cara sucia de Santiago Zannou - La ruta natural d'Àlex Pastor - Viernes de Xavi Puebla |
| Millor pel·lícula d'animació | Millor curtmetratge d'animació |
| - P3K: Pinocho 3000 de Daniel Robichaud - Los balunis en la aventura del fin del mundo de Juanjo Elordi - Supertramps de Jose Mari Goenaga i Iñigo Berasategui | - L'enigma del xic croqueta de Pablo Llorens Serrano - Minotauromaquia de Juan Pablo Etcheverry - The Trumouse Show: de Julio Robledo - Vuela por mí de Carlos Navarro                                                                                                 |
| Millor pel·lícula documental | Millor curtmetratge de ficció |
| - El milagro de Candeal de Fernando Trueba - De nens de Joaquim Jordà - Salvador Allende de Patricio Guzmán - ¡Hay motivo! d'Álvaro del Amo, Vicente Aranda, Mariano Barroso, Bernardo Belzunegui, Antonio José Betancor, Icíar Bollaín, Juan Diego Botto, Daniel Cebrián, Isabel Coixet, Fernando Colomo, José Luis Cuerda, Ana Díez, Miguel Ángel Díez, El Gran Wyoming, Diego Galán, Víctor García León, Yolanda García Serrano, José Luis García Sánchez, Manuel Gómez Pereira, Chus Gutiérrez, Mireia Lluch, Víctor Manuel, Julio Medem, Sigfrid Monleón, Pedro Olea, Joaquim Oristrell, Pere Portabella, Gracia Querejeta, José Ángel Rebolledo, Manuel Rivas, David Trueba, Alfonso Ungría, Imanol Uribe i Pere Joan Ventura | - Extras d'Ana Serret Ituarte - Aerosol de Miguel Ángel Rolland i Rodolfo Montero - Ivan Z d'Andrés Duque - El mundo es tuyo de José María Borrell - El último minutero d'Elio Quiroga                                                                                 |
| Goya d'honor | |
| - José Luis López Vázquez (actor) | |